# Jelabuga
Jelabuga (rusky Елабуга, tatarsky Алабуга – Alabuğa) je město v Tatarstánu v Ruské federaci. Při sčítání lidu v roce 2010 mělo přes sedmdesát tisíc obyvatel.

## Poloha
Jelabuga leží v severovýchodní části Tatarstánu na pravém, severním břehu řeky Kamy. Od Kazaně, hlavního města Tatarstánu, je vzdálena přibližně dvě stě kilometrů na východ.

## Dějiny
Dějiny Jelabugy začínají v 11. století, kdy zde Volžští Protobulhaři postavili hraniční pevnost. Věž zvaná „Ďáblova pevnost“ (Şaytan qalası respektive Чёртово городище – Čjortovo gorodišče) stojí ve městě dodnes. V šestnáctém století tu pak vznikla vesnice, která se v roce 1780 stala městem.

### Rodáci
- Ivan Ivanovič Šiškin (1832–1898), malíř a grafik

### Marina Cvětajevová
V Jelabuze strávila poslední dny svého života básnířka Marina Cvětajevová. Byla sem evakuována z Moskvy se skupinou spisovatelů a jejich rodin. Doprovázel ji její tehdy šestnáctiletý syn Mur (Georgij Sergejevič Efron 1925-1944). Do Jelabugy přijela 17. srpna 1941. Ve městě, kde ji předcházela pověst bývalé bělogvardějky, nemohla najít práci, měla problémy s ubytováním a neměla zde žádné přátele nebo známé. Propadla zoufalství a dne 31. srpna 1941 spáchala sebevraždu.

## Továrna na výrobu vojenských dronů
V srpnu 2023 americký deník The Washington Post zveřejnil informace o ruském plánu na stavbu továrny na výrobu vojenských dronů v Jelabuze, která by v masovém měřítku měla produkovat drony „Geraň-2“, což ruská verze iránského HESA Šáhid-136. Redakce získala dokumenty pocházející ze zimy 2022 až ja|ra 2023, které zahrnovaly zahrnují plány továrny, technická schémata, personální záznamy, memoranda a prezentace poskytnuté zástupcům ruského ministerstva obrany.The Washington Post uvádí, že bezpečnost celého programu v Tatarstánu má na starosti vysloužilý pracovník ruské Federální bezpečnostní služby. Vysoce kvalifikovaným zaměstnancům byly zabaveny pasy, aby nemohli opustit zemi. V korespondenci a dalších dokumentech používali inženýři kódovaný jazyk. Cílem projektu je vyrobit do léta 2025 šest tisíc dronů.
Počátkem dubna 2024 na továrnou podnikla Ukrajina útok vlastním bezpilotním letadlem.